# Оргеева, Марина Эдуардовна
Мари́на Эдуа́рдовна Оргее́ва (род. 21 сентября 1959 года, Калининград) — российский государственный деятель. Депутат трёх созывов (IV—VI) и председатель Калининградской областной Думы V и VI созывов (2011—2021). Член Президиума Калининградского областного политсовета партии «Единая Россия» и секретарь Нестеровского местного отделения партии «Единая Россия».
Из-за поддержки российско-украинской войны — под санкциями 27 стран ЕС, Великобритании, США, Швейцарии, Австралии, Японии, Украины, Новой Зеландии.

## Биография
Родилась 21 сентября 1959 года в Калининграде в семье капитана судна.
Училась в начальной школе № 10, затем в школе № 18 на улица Космонавта Леонова, 6.
В 1977 году поступила в Калининградский государственный университет (ныне Балтийский федеральный университет имени Иммануила Канта) на химический факультет. Вступила в комсомол — молодёжную организацию КПСС, занималась комсомольской работой.
После окончания вуза работала несколько месяцев в школе, но затем устроилась на работу в райком комсомола Балтийского района. В 1986 году стала секретарём Калининградского горкома комсомола, работала на этой должности по 1989. Через три года работы в комсомоле, в 1989 году, переведена в Калининградский горком КПСС инструктором отдела идеологии.
В 1991 году администрацией Калининграда при участии Оргеевой было создано МУП «Социальная служба молодежи», которое Марина Оргеева возглавила. Организация среди прочего занималась направлениями, связанными с молодыми инвалидами, с трудоустройством. Там же появился первый в области телефон доверия.

### В администрации области
Через некоторое время перешла на работу в администрацию Калининградской области — была назначена помощником заместителя главы администрации Калининградской области.

### Фонд социального страхования
В августе 1997 года по представлению губернатора области Леонида Горбенко назначена главой Калининградского регионального отделения Фонда социального страхования РФ.
В 1998 году получила второе высшее образование — окончила Академию государственной службы.
Осенью 2000 года баллотировалась на выборах депутатов Калининградской областной думы III созыва, была выдвинута избирателями по округу № 25. На состоявшихся 5 ноября 2000 года выборах избрана не была.
В 2003 году защитила диссертацию в Санкт-Петербургском государственном университете экономики и финансов и получила степень кандидата экономических наук.
Оргеева возглавляла калининградское региональное отделение Фонда социального страхования РФ более 12 лет.

### Калининградская областная дума
В 2006 году избрана депутатом Калининградской областной думы IV созыва от одномандатного избирательного округа № 12 от партии «Единая Россия». В думе входила в состав постоянного комитета по сельскому хозяйству, землепользованию, природным ресурсам и охране окружающей среды; и комитета по социальной политике, здравоохранению, образованию, культуре и спорту.
В 2007 году окончила юридический факультет РГУ им. И. Канта.

### В правительстве области
9 марта 2010 года губернатор Калининградской области Георгий Боос назначил Марину Оргееву министром социальной политики. На этой должности она сменила Галину Янковскую.
В сентябре 2010 года правительство губернатора Георгия Бооса сложило с себя полномочия. Новый глава региона Николай Цуканов назначил Оргееву вице-премьером — заместителем председателя правительства Калининградской области. В правительстве области она курировала социальный блок.

### Калининградская областная дума
V созыв (2011—2016)
В январе 2011 года выдвинута на выборы в областную думу V созыва от партии «Единая Россия». На состоявшихся 13 марта 2011 года выборах избрана депутатом. На первом заседании голосами 32 из 39 депутатов избрана председателем думы.
VI созыв (2016—2021)
В июне 2016 года выдвинута на выборы в областную думу VI созыва как в составе списка партии «Единая Россия», так и по одномандатному округу (депутаты избирались по смешанной системе на 5 лет). По итогам состоявшихся 18 сентября 2016 года выборов победила в избирательном округе № 16 (Краснознаменск, Нестеров, часть Немана) и была избрана депутатом.
Оргеева участвовала в кампании по защите исторического поликлиники на ул. Марины Расковой, 10 и организовывала сбор подписей в поддержку сохранения здания. В итоге от приватизации здания и очистки участка под застройку было решено отказаться. Реконструкция поликлиники включена в региональный бюджет на 2022 год.

### Выборная кампания 2021
Марина Оргеева впервые объявила о планах избираться в Государственную думу VIII созыва ещё в феврале 2020 года. В конце мая 2021 Оргеева победила в партийных праймериз по одномандатному округу № 98 по отбору кандидатов на предстоящих выборах и позднее была утверждена партийным съездом официальным кандидатом.

## Международные санкции
25 февраля 2022 года, на фоне вторжения России на Украину, включена в санкционный список стран Евросоюза в ответ на решение России признать территории Донецкой и Луганской областей Украины и на решение об отправке туда российских войск.
11 марта 2022 года внесена в санкционный список Великобритании «за признание независимости двух сепаратистских регионов в Украине».
30 сентября 2022 года был попала в санкционный список США в ответ на «фиктивные референдумы» и «аннексию территорий Украины российскими оккупационными силами». Государственный департамент отмечает что депутаты единогласно приняли закон о фейках, а некоторые депутаты сыграли ключевую роль в распространении российской дезинформации о войне.
23 февраля 2023 года включена в санкционный список Канады «соратников режима», так как она «голосовала за законодательство связанное с вторжением и попыткой аннексии четырёх регионов Украины».
По аналогичным основаниям, с 4 марта 2022 года находится под санкциями Швейцарии. С 4 мая 2022 года находится под санкциями Австралии. С 12 апреля 2022 года находится под санкциями Японии.
Указом президента Украины Владимира Зеленского от 7 сентября 2022 находится под санкциями Украины. С 12 октября 2022 года находится под санкциями Новой Зеландии.

## Награды
- Орден Почёта (10 сентября 2017) — за заслуги в укреплении российской государственности и многолетнюю добросовестную работу[26].
- Медаль ордена «За заслуги перед Отечеством» I степени[2].
- Медаль ордена «За заслуги перед Отечеством» II степени[2][27].
- Орден «За заслуги перед Калининградской областью»[2].

## Семья
Замужем, есть дочь.